# Henricia ohshimai
Henricia ohshimai är en sjöstjärneart som beskrevs av Hayashi 1935. Henricia ohshimai ingår i släktet Henricia och familjen krullsjöstjärnor. Inga underarter finns listade i Catalogue of Life.